# 마거릿 로퍼
마거릿 로퍼(영어: Margaret Roper, 1505년~1544년)는 영국의 작가이자 번역가이다. 토마스 모어 경의 장녀인 로퍼는 16세기 영국에서 학식이 가장 풍부한 여성 중 한 명으로 여겨진다. 로퍼는 또한 효심과 학문적 업적으로 유명하다. 로퍼의 가장 잘 알려진 출판물은 에라스뮈스의 'Precatio Dominica as A Devout Treatise upon the Paternoster'의 라틴어-영어 번역본이다. 이 외에도 그녀는 많은 라틴어 서신과 영어 편지를 썼으며, 《네 가지 최후의 일》(The Four Last Things)이라는 제목의 독창적인 논문도 썼다. 그녀는 또한 유세비우스의 《교회사》를 그리스어에서 라틴어로 번역했다.
로퍼는 비왕족 여성으로는 최로로 번역본을 출판한 것으로 알려졌다.